# Knihovna Chestera Beattyho
Knihovna Chestera Beattyho (Chester Beatty Library) je knihovna a zároveň muzeum, které se nachází v hlavním a zároveň největším městě Irska. Knihovna byla založena roku 1950 v Dublinu a je pojmenována podle amerického důlního magnáta Sira Alfreda Chestera Beattyho.